# Sos (Lot-et-Garonne)
Pour les articles homonymes, voir SOS (homonymie).
Sos [sɔs] est une commune du Sud-Ouest de la France, située dans le département de Lot-et-Garonne (région Nouvelle-Aquitaine).

## Géographie

### Localisation
Située dans la forêt des Landes au confluent de la Gélise et de la Gueyze, sur l'ancienne route nationale 656 entre Mézin et Barbotan-les-Thermes. La commune est limitrophe avec le département des Landes.

### Communes limitrophes
Les communes limitrophes sont  Arx, Escalans, Poudenas, Rimbez-et-Baudiets, Réaup-Lisse, Saint-Pé-Saint-Simon et Sainte-Maure-de-Peyriac.
|                             | Arx (Landes)         | Réaup-Lisse             |
| Rimbez-et-Baudiets (Landes) | Sos                  | Poudenas                |
| Escalans (Landes)           | Saint-Pé-Saint-Simon | Sainte-Maure-de-Peyriac |

### Climat
Pour des articles plus généraux, voir Climat de la Nouvelle-Aquitaine et Climat de Lot-et-Garonne.
Historiquement, la commune est exposée à un climat océanique aquitain.  
En 2020, Météo-France publie une typologie des climats de la France métropolitaine dans laquelle la commune est exposée à un climat océanique altéré et est dans la région climatique Aquitaine, Gascogne, caractérisée par une pluviométrie abondante au printemps, modérée en automne, un faible ensoleillement au printemps, un été chaud (19,5 °C), des vents faibles, des brouillards fréquents en automne et en hiver et des orages fréquents en été (15 à 20 jours).
Pour la période 1971-2000, la température annuelle moyenne est de 13,2 °C, avec une amplitude thermique annuelle de 14,8 °C. Le cumul annuel moyen de précipitations est de 798 mm, avec 10,3 jours de précipitations en janvier et 6,3 jours en juillet. Pour la période 1991-2020, la température moyenne annuelle observée sur la station météorologique la plus proche, située sur la commune de Réaup-Lisse à 7 km à vol d'oiseau, est de 13,8 °C et le cumul annuel moyen de précipitations est de 858,3 mm,. Pour l'avenir, les paramètres climatiques de la commune estimés pour 2050 selon différents scénarios d’émission de gaz à effet de serre sont consultables sur un site dédié publié par Météo-France en novembre 2022.

## Urbanisme

### Typologie
Au 1er janvier 2024, Sos est catégorisée commune rurale à habitat dispersé, selon la nouvelle grille communale de densité à sept niveaux définie par l'Insee en 2022.
Elle est située hors unité urbaine et hors attraction des villes,.

### Risques majeurs
Le territoire de la commune de Sos est vulnérable à différents aléas naturels : météorologiques (tempête, orage, neige, grand froid, canicule ou sécheresse), inondations, feux de forêts, mouvements de terrains et séisme (sismicité très faible). Il est également exposé à un risque technologique,  le transport de matières dangereuses. Un site publié par le BRGM permet d'évaluer simplement et rapidement les risques d'un bien localisé soit par son adresse soit par le numéro de sa parcelle.

#### Risques naturels
Certaines parties du territoire communal sont susceptibles d’être affectées par le risque d’inondation par une crue à  débordement lent de cours d'eau, notamment la Gélise, le Rimbez et la Gueyze. La commune a été reconnue en état de catastrophe naturelle au titre des dommages causés par les inondations et coulées de boue survenues en 1982, 1993, 1999 et 2009,.
Sos est exposée au risque de feu de forêt. Depuis le 20 avril 2016, les départements de la Gironde, des Landes et de Lot-et-Garonne disposent d’un règlement interdépartemental de protection de la forêt contre les incendies. Ce règlement vise à mieux prévenir les incendies de forêt, à faciliter les interventions des services et à limiter les conséquences, que ce soit par le débroussaillement, la limitation de l’apport du feu ou la réglementation des activités en forêt. Il définit en particulier cinq niveaux de vigilance croissants auxquels sont associés différentes mesures,.
Les mouvements de terrains susceptibles de se produire sur la commune sont des affaissements et effondrements liés aux cavités souterraines (hors mines), des glissements de terrain et des tassements différentiels. Afin de mieux appréhender le risque d’affaissement de terrain, un inventaire national permet de localiser les éventuelles cavités souterraines sur la commune.

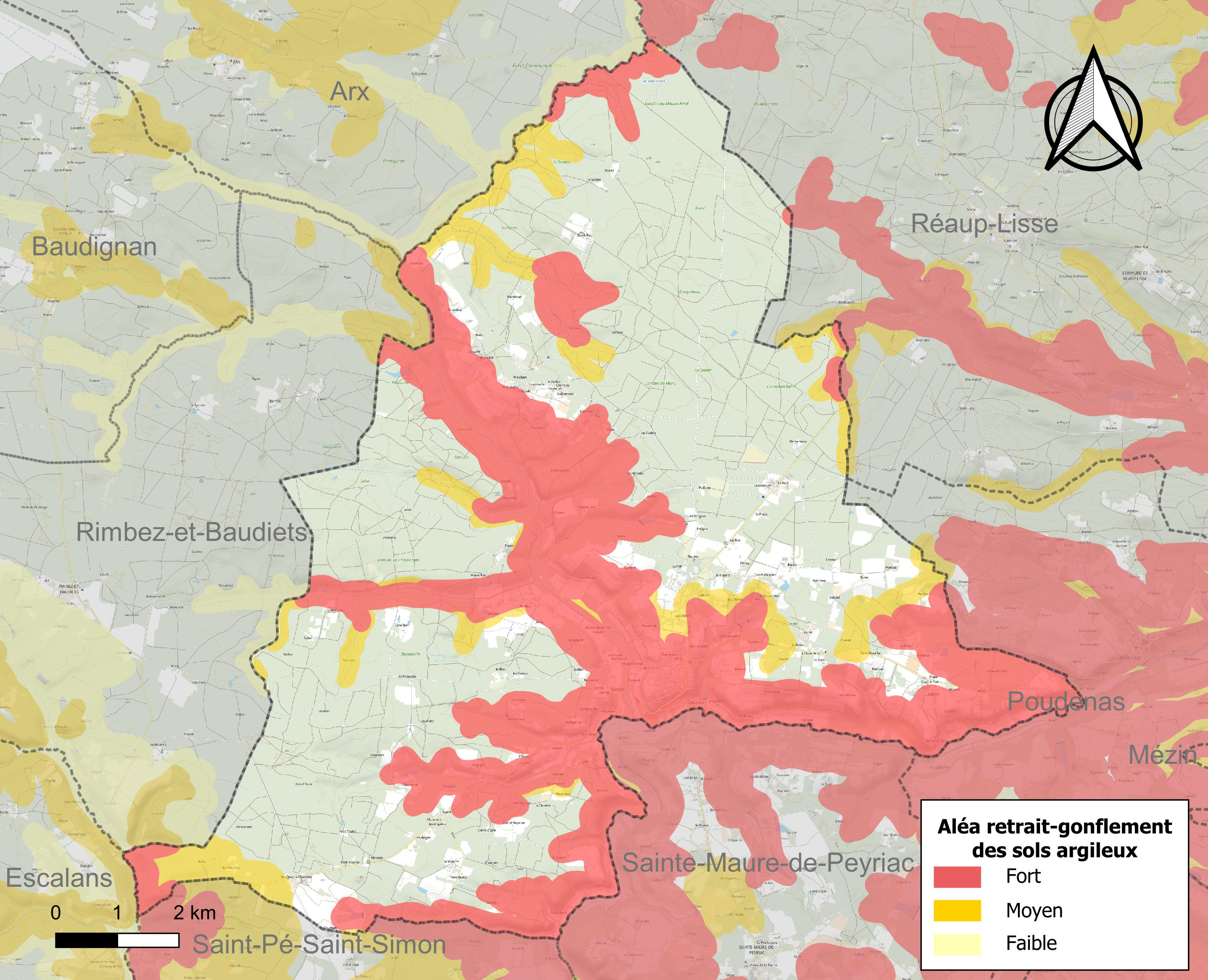
Carte des zones d'aléa retrait-gonflement des sols argileux de Sos.

Le retrait-gonflement des sols argileux est susceptible d'engendrer des dommages importants aux bâtiments en cas d’alternance de périodes de sécheresse et de pluie. 41,7 % de la superficie communale est en aléa moyen ou fort (91,8 % au niveau départemental et 48,5 % au niveau national). Depuis le 1er octobre 2020, en application de la loi ELAN, différentes contraintes s'imposent aux vendeurs, maîtres d'ouvrages ou constructeurs de biens situés dans une zone classée en aléa moyen ou fort,.
Concernant les mouvements de terrains, la commune a été reconnue en état de catastrophe naturelle au titre des dommages causés par la sécheresse en 1989, 2003, 2005, 2006, 2011 et 2017 et par des mouvements de terrain en 1999.

## Toponymie
Le toponyme Sos dérive d'un nom prélatin, indiquant un éperon rocheux. Il est latinisé en Sotium ou oppidum Sotiatum en référence au peuple local, les Sotiates.

## Histoire
Les Sotiates, dont l'oppidum pourrait être situé à Sos, furent l'un des peuples aquitains soumis, avec leur chef Adiatuanos, par Publius Crassus, lieutenant de Jules César, en 56 avant notre ère, lors de la guerre des Gaules,. La ville était une place forte importante pour l’époque.

## Héraldique
| Blason de Sos | Blason  | De gueules à deux clés d'argent passées en sautoir et nouées d'azur |
| Blason de Sos | Détails | Le statut officiel du blason reste à déterminer.                    |

## Politique et administration
| Période                                  | Période   | Identité         | Étiquette | Qualité     |
| ---------------------------------------- | --------- | ---------------- | --------- | ----------- |
| avant 1988                               | 1989      | Bernard Sicardon |           |             |
| mars 1989                                | mars 2008 | Jean Buisson     |           |             |
| mars 2008                                | juin 2017 | Bernard Martin   | DVD       | Coiffeur    |
| juin 2017                                | En cours  | Didier Soubiron  | SE        | Agriculteur |
| Les données manquantes sont à compléter. |           |                  |           |             |

## Démographie
L'évolution du nombre d'habitants est connue à travers les recensements de la population effectués dans la commune depuis 1793. Pour les communes de moins de 10 000 habitants, une enquête de recensement portant sur toute la population est réalisée tous les cinq ans, les populations de référence des années intermédiaires étant quant à elles estimées par interpolation ou extrapolation. Pour la commune, le premier recensement exhaustif entrant dans le cadre du nouveau dispositif a été réalisé en 2004.

En 2022, la commune comptait 659 habitants, en évolution de −1,64 % par rapport à 2016 (Lot-et-Garonne : −0,18 %, France hors Mayotte : +2,11 %).
| 1793 | 1800 | 1806 | 1821 | 1831 | 1836 | 1841  | 1846  | 1851  |
| ---- | ---- | ---- | ---- | ---- | ---- | ----- | ----- | ----- |
| 700  | 572  | 762  | 860  | 898  | 862  | 1 345 | 1 355 | 1 372 |

| 1856  | 1861  | 1866  | 1872  | 1876  | 1881  | 1886  | 1891  | 1896  |
| ----- | ----- | ----- | ----- | ----- | ----- | ----- | ----- | ----- |
| 1 328 | 1 346 | 1 410 | 1 378 | 1 340 | 1 288 | 1 333 | 1 198 | 1 251 |

| 1901  | 1906  | 1911  | 1921  | 1926 | 1931  | 1936 | 1946 | 1954 |
| ----- | ----- | ----- | ----- | ---- | ----- | ---- | ---- | ---- |
| 1 144 | 1 115 | 1 037 | 1 007 | 992  | 1 023 | 971  | 845  | 926  |

| 1962 | 1968 | 1975 | 1982 | 1990 | 1999 | 2004 | 2006 | 2009 |
| ---- | ---- | ---- | ---- | ---- | ---- | ---- | ---- | ---- |
| 884  | 829  | 926  | 769  | 718  | 643  | 681  | 691  | 708  |

| 2014 | 2019 | 2022 | - | - | - | - | - | - |
| ---- | ---- | ---- | - | - | - | - | - | - |
| 672  | 651  | 659  | - | - | - | - | - | - |

## Lieux et monuments
- Église Saint-Barthélemy de Gueyze[33]. L'édifice a été inscrit au titre des monuments historiques en 2004[34].
- Église Saint-Saturnin de Sos[35]. Elle est inscrite à l'Inventaire général du patrimoine culturel[36].
- Église Saint-Jean-Baptiste de Meylan.
- Église Saint-Pierre de Levèze. Elle est inscrite à l'Inventaire général du patrimoine culturel[37].
- Château de Saint-Pau[38].
- Chapelle de Saint-Pau[39].

## Personnalités liées à la commune
- Patrie de Jean Silhon, un des tout premiers membres de l'Académie française, qui y est né en 1596 ;
- Emmanuel Delbousquet (1874-1909), écrivain né à Sos ;
- Enzo Cormann (1953-), écrivain né à Sos.